# Eriauchenus bourgini
Espèce
Synonymes
- Archaea bourgini Millot, 1948

Eriauchenus bourgini est une espèce d'araignées aranéomorphes de la famille des Archaeidae.

## Distribution
Cette espèce est endémique de Madagascar.

## Description
Le mâle holotype mesure 2,1 mm.
Le mâle décrit par Wood et Scharff en 2018 mesure 1,94 mm et la femelle 1,89 mm.

## Systématique et taxinomie
Cette espèce a été décrite sous le protonyme Archaea bourgini par Millot en 1948. Elle est placée dans le genre Eriauchenus par Wunderlich en 2004.

## Étymologie
Cette espèce est nommée en l'honneur de Pierre Bourgin (1901-1986).

## Publication originale
- Millot, 1948 : « Faits nouveaux concernant les Archaea [Aranéides]. » Mémoires de l'Institut Scientifique de Madagascar, vol. 1, no A1, p. 3-14.